# Paljenje stadiona 1941.
Paljenje stadiona 1941. je naziv za diverzantsku akciju, koju je izvela grupa zagrebačkih omladinaca 22. srpnja 1941. u toj akciji je zapaljen veliki Sokolski stadion (drveni) u Maksimiru.

## Tijek operacije
Iako je Zagreb prvih dana ustoličenja NDH i ulaska njemačkih snaga izgledao naizgled miran i potpuno siguran grad, u njemu je ipak bilo mnogo njegovih stanovnika koji s takvim razvojem stvari nisu bili zadovoljni. To se osobito odnosilo na skojevce i ostale mlade antifašiste. Prva veća ilegalna akcija koju su poduzeli bila je Paljenje maksimirskog stadiona. Tadašnje zagrebačke srednjoškolce iritirala je činjenica da su se oni inače do nedavno koristili tim stadionom za tjelovježbu uz klub HAŠK, no kako je novim ustaškim vlastima trebala drvena građa, oni su ga počeli demontirati. 
U prva dva pokušaja izazivanja požara - nisu uspjeli, zbog neiskustva - tako da su ga vatrogasci uspjeli ugasiti. Treći put su se zato daleko bolje pripremili. Akciju je osmislio i vodio Martin Mojmir, član Mjesnog komiteta SKOJ-a, u noj su sudjelovali; Krešo Rakić, Stanko Bronzin, Braco Belić i Gvozden Budak iz srednjoškolskog SKOJ-a i srednjoškolci Ljubo Šarić, Stjepan Mlinarić, Boris Triglavčan i Rajka Baković koja im je služila kao kurir. Kako su iz prethodnih pokušaja naučili - trebala im je neka lako zapaljiva smjesa, zato su otpočeli s pokusima s nitroglicerinom u stanu Martina Mojmira. U jednom od svojih nevještih pokusa čak su izazvali i manju eksploziju, u kojoj ipak nitko nije stradao - osim sobe u kojoj su vršili pokus. Na kraju su ipak uspjeli napraviti dovoljno lako zapaljivih naprava.
Nakon tog su podijeljeni u dvije grupe biciklima nešto prije 9 sati uvečer, krenuli prema sokolskom stadionu u Maksimir. Uspjeli su se potajno provući pokraj osiguranja i postaviti svoje zapaljive smjese u drvenu konstrukciju sa svih strana stadiona. Po obavljenom poslu, grupa se povukla neopazice, nakon toga stadion je potpuno izgorio.

## Istraga nakon operacije
Iako su redarstvene vlasti NDH poduzele veliku akciju nebili pohvatali krivce, to im nije uspjelo sve do kraja studenog 1941. kad su nakon mukotrpnog ispitivanja i zlostavljanja uspjeli izvući od jedne ilegalke imena nekih od sudionika akcije. Na temelju tog iskaza agenti UNS-a uhvatili su 22. studenog 1941. na uglu Heinzelove i Zvonimirove ulice Krešu Rakića, Stjepana Mlinarića, Veljka Dragovića i još jednog mladića s njima, ali zbog dijeljenja komunističkih letaka. Po izvještaju UNS-a agent Iveković Milan, priveo ih je u zgradu UNS-a u Zvonimirovu ulicu 2. na treći kat, ali je tamo Mlinarić Stjepan izvadio samokres i počeo pucati na redarstvenike - pa ga je on ubio.
Interesantno je da su se mnogi incidenti za NDH-a odigravali po sličnom scenariju - osumnjičeni bi se naglo otrgnuo i skočio kroz prozor (slučaj Zdenke Baković), ili bi kao u ovom slučaju - istrgnuo pištolj i trapavo zapucao na vješte agente - koji bi ga onda ubrzo dokrajčili.
Krešo Rakić je nakon toga strijeljan kod Rakova Potoka zajedno sa sedamnaestoricom komunista i antifašista. Po njegovu imenu zvala se osnovna škola i kulturno umjetničko društvo u zagrebačkom naselju Trnskom.

## Vanjske poveznice
- Oružane akcije i diverzije: Paljenje stadiona, s portala Zagreb se bori  Arhivirana inačica izvorne stranice od 16. svibnja 2014. (Wayback Machine)
- Kultura zaborava - upoznavanje nepoznatog Zagreba